# Shelley (nome)
Shelley  è un nome proprio di persona inglese maschile e femminile.

## Varianti
- Maschili: Shelly[1]
- Femminili: Shelly[1]
  - Ipocoristici: Shell[1]

## Origine e diffusione
Riprende il noto cognome inglese Shelley, portato ad esempio dal poeta Percy Bysshe Shelley, in onore del quale cominciò ad essere usato come nome verso gli anni 1940.
Il cognome deriva a sua volta da un toponimo (forse in Essex, Suffolk, o Yorkshire) significante in inglese antico "radura su un pendio" (da scylf, "ripiano", "terrazzo", da cui anche Sheldon, e leah, "radura", "spiazzo", da cui anche Shirley, Stanley, Ashley, Bradley e Hayley). Altre fonti propongono "radura lungo la riva".
Anche se è sia maschile che femminile, è più usato nel secondo modo; inoltre, può costituire un ipocoristico di numerosi nomi contenenti il suono shel, come Michelle, Rachel e Rochelle.

## Onomastico
Come nome non è portato da alcun santo, quindi è adespota, e se ne festeggia l'onomastico il 1º novembre, in occasione di Ognissanti. Esiste un beato che lo porta come cognome, Edoardo Shelley, ricordato il 30 agosto, martire a Tyburn con santa Margherita Ward e altri compagni.

## Persone

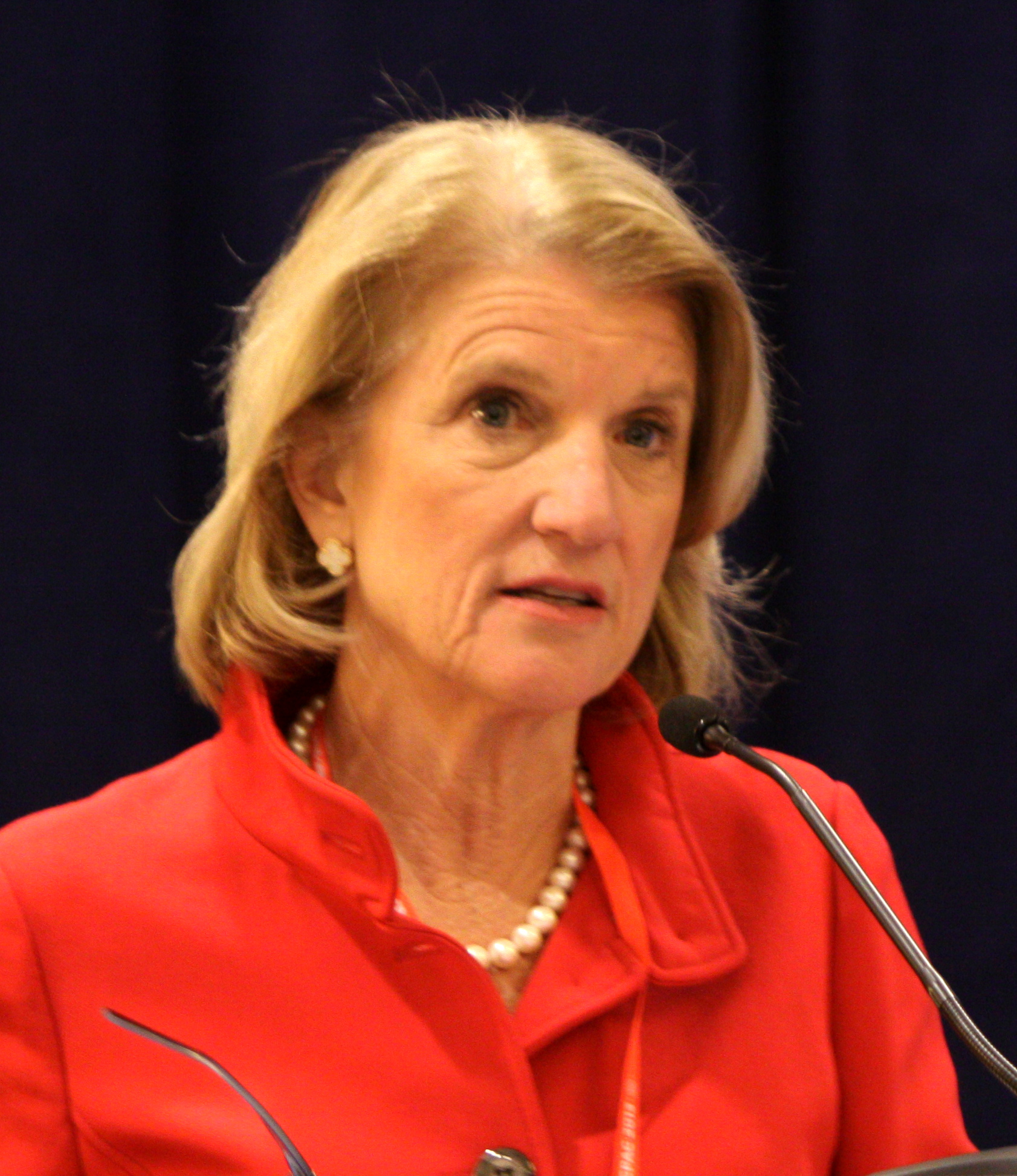
Shelley Moore Capito

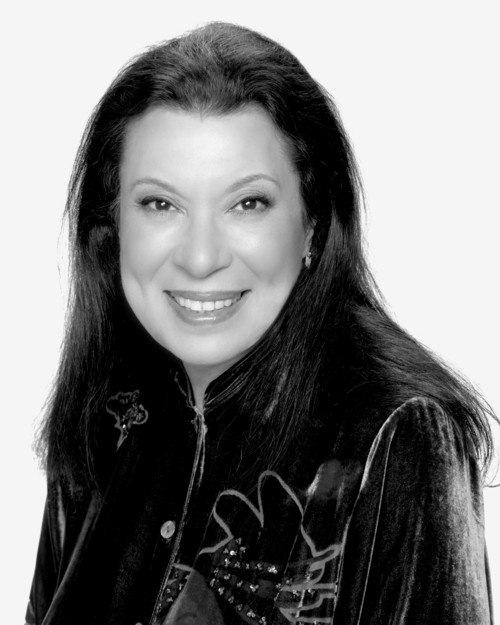
Shelley Morrison

### Femminile
- Shelley Berkley, politica statunitense
- Shelley-Ann Brown, bobbista canadese
- Shelley Conn, attrice britannica
- Shelley Duvall, attrice statunitense
- Shelley Hack, attrice statunitense
- Shelley Hennig, modella e attrice statunitense
- Shelley Jackson, scrittrice e autrice di ipertesti statunitense
- Shelley Long, attrice e comica statunitense
- Shelley Mann, nuotatrice statunitense
- Shelley Moore Capito, politica statunitense
- Shelley Taylor Morgan, attrice statunitense
- Shelley Morrison, attrice statunitense
- Shelley Sandie, cestista australiana
- Shelley Taylor, psicologa tedesca
- Shelley Thompson, attrice canadese
- Shelley Winters, attrice statunitense

### Variante femminile Shelly
- Shelly-Ann Fraser-Pryce, atleta giamaicana
- Shelly Martinez, modella, wrestler e valletta statunitense
- Shelly Poole, cantautrice britannica

### Variante maschile Shelly
- Shelly Manne, batterista statunitense

## Il nome nelle arti
- Shelly Johnson è un personaggio della serie televisiva I segreti di Twin Peaks.
- Shelly Roberts è un personaggio della serie di Barbie.
- Shelly Marie Tambo è un personaggio della serie televisiva Un medico tra gli orsi.
- Shelly Webster è un personaggio del film The Crow.